# VDL Bus & Coach

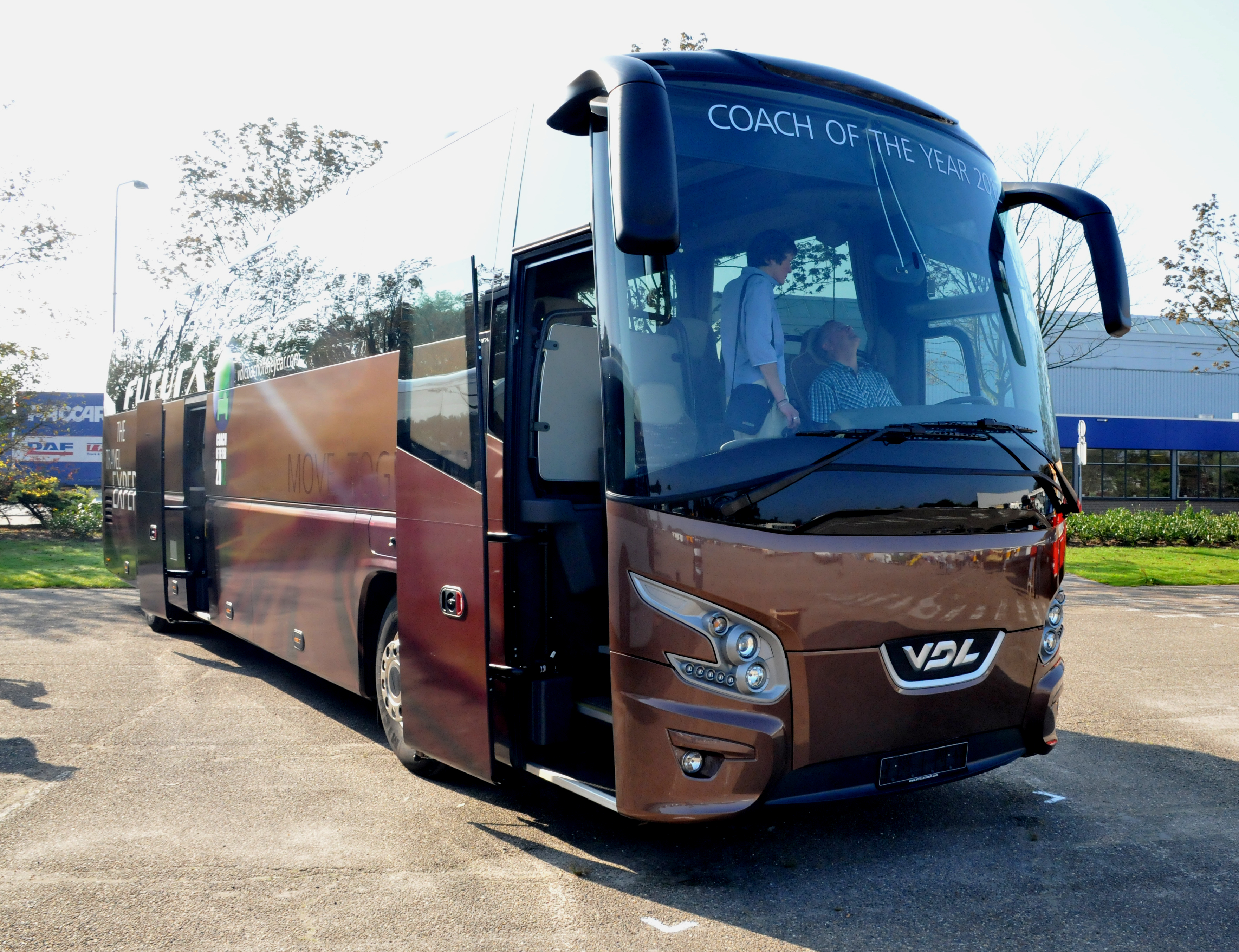
Autocar VDL Futura FHD2-129 Coach of the Year 2012

VDL Bus & Coach est une entreprise néerlandaise de construction d'autobus et d'autocars de tourisme. Ses ateliers se trouvent en Belgique et aux Pays-Bas. En 2018, VDL a vendu 500 véhicules électriques.

## Histoire
VDL Bus & Coach a été fondé en 1993 à la suite du rachat par VDL Group des entreprises de carrosserie et de construction de bus aux Pays-Bas et en Belgique, :
- Berkhof - entreprise de carrosserie acquise en 1998, implantée à Valkenswaard, renommée VDL Bus Modules. Après le rachat en 1994 du carrossier belge Jonckheere, la société est renommée Berkhof Jonckheere Group qui est rachetée en 1998 par VDL Group. En 2010, VDL Berkhof et VDL Jonckheere sont intégrées dans VDL Bus & Coach[6],
- VDL Bova - entreprise de carrosserie acquise en 2003, basée à Valkenswaard, est renommée VDL Bus Valkenswaard,
- DAF Bus - constructeur installé à Eindhoven, racheté en 1993 et renommé VDL Bus Chassis. DAF a fusionné avec Leyland Trucks en 1987. DAF Bus International est séparé du groupe Leyland DAF NV en 1990 et repris en MBO par United Bus. En 1993, DAF Bus devient une filiale de VDL Group après l'effondrement de United Bus. DAF Bus International est rebaptisé VDL Bus International en septembre 2003. En 2008, VDL Bus International est renommé VDL Bus Chassis[7],
- Hainje - carrosserie rachetée en 1998, basée à Heerenveen, devenue VDL Bus Heerenveen. Précédemment, la société faisait partie de Berkhof Jonckheere Group depuis 1989, racheté par VDL Group en 1998,
- Jonckheere - entreprise de carrosserie implantée à Roeselare, rachetée par Berkhof en 1994 et renommée VDL Bus Roeselare en 1998. Faisait partie de « Berkhof Jonckheere Group » que VDL Group a racheté en 1998,
- Kusters - carrosserie spécialisée dans les minibus implantée à Venlo et rachetée en 1998, renommée VDL Bus Venlo. Faisait partie « Berkhof Jonckheere Group » depuis 1992, que VDL Group a racheté en 1998.

## Modèles d'autocars et autobus

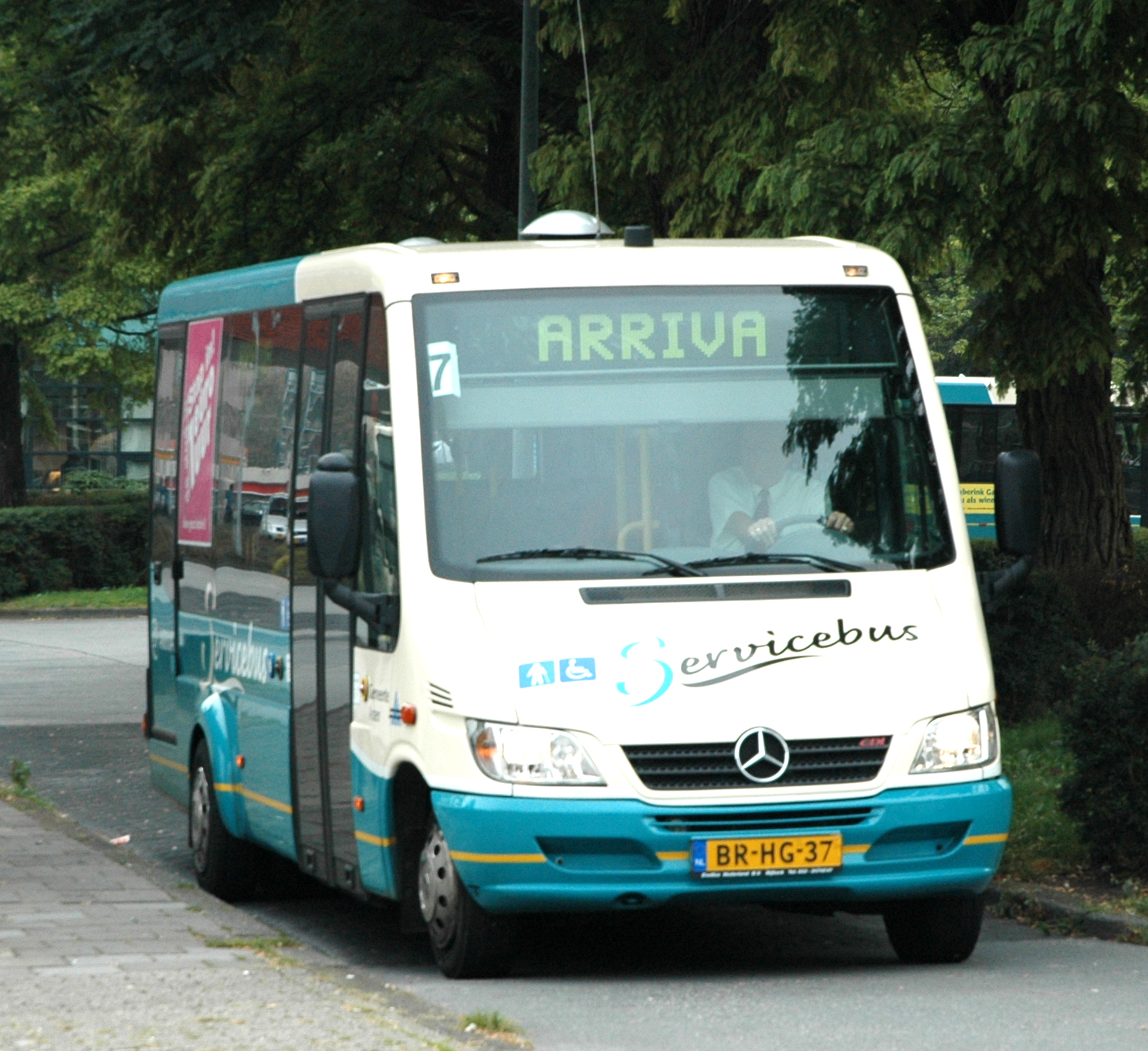
Les modèles Parade, MidCity et MidEuro sont construits sur la base du Mercedes-Benz Sprinter

### Modèles actuels
- Citea - autobus à plancher bas lancé en 2007, en version 9, 10, 11 et 12 mètres, 13 et 14,5 mètres à 3 essieux, articulé de 18 m et trolleybus. A été élu autobus de l'année en 2011, a remplacé les anciens modèles Berkhof Ambassador 200, Jonckheer SB250, Jonckheere Transit et Berkhof Diplomat,
- New Futura - autocar haut de gamme à plancher surélevé, lancé en 2011,
- Futura Classic - autocar lancé en 1982 et toujours au catalogue,

### Châssis
- SB180
- SB200
- SB230
- SBR230
- DB300
- TB2175 (moteur avant)
- TBR2175 (moteur avant)
- SB4000
- SBR4000

### Aménagement de fourgons en minibus
Modèles construits sur la base du Mercedes-Benz Sprinter III transformé avec un plancher surbaissé, un toit surélevé et des fenêtres plus grandes :
- VDL MidCity[8], minibus urbain,
- VDL MidEuro[9], minibus pour transports scolaires ou d'entreprise.

### Modèles anciens

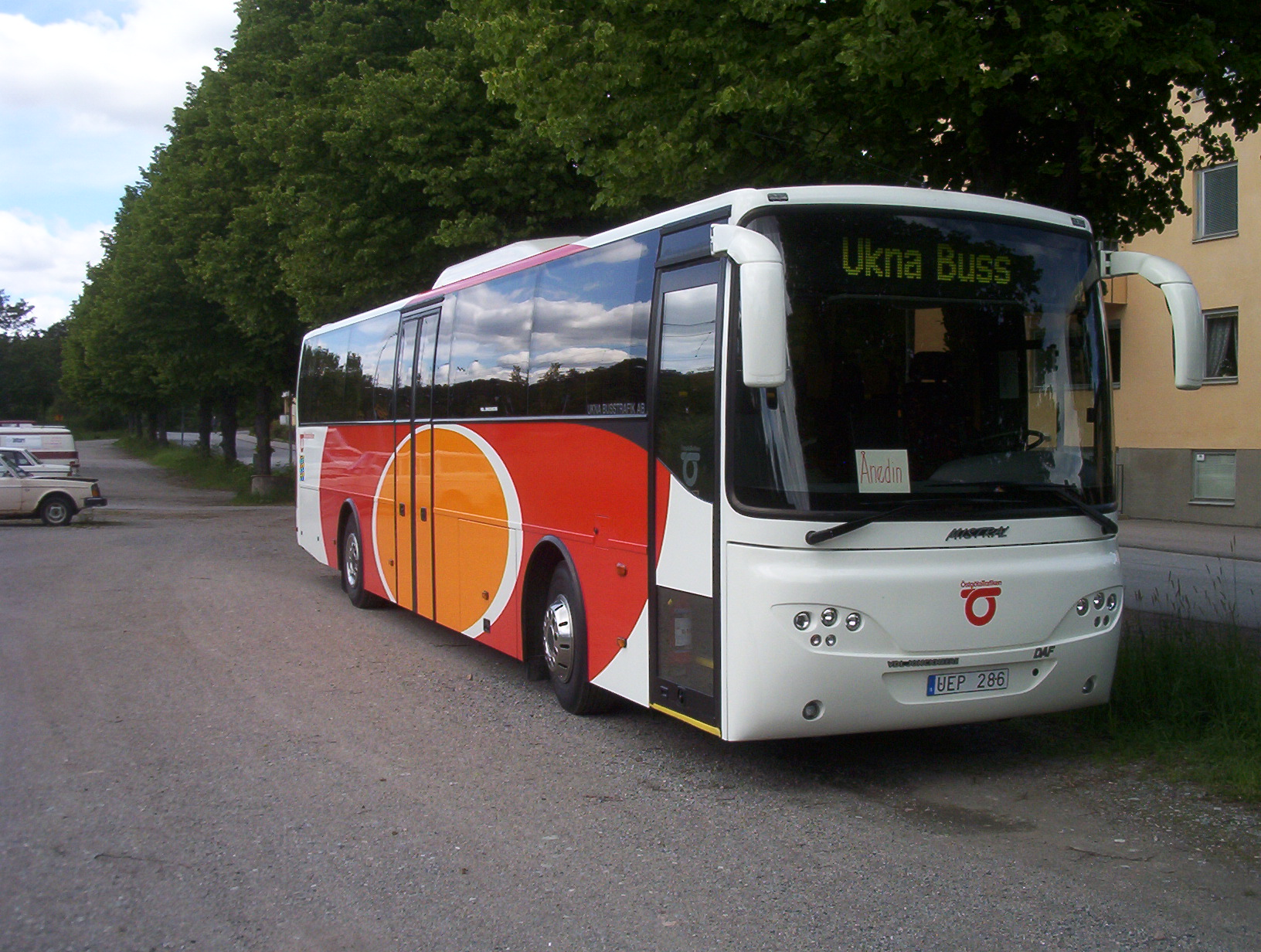
VDL Jonckheere Mistral à Stockholm

- VDL Bova Lexio (carrosserie de bus interurbain sur châssis VDL SB4000, commercialisé sous le nom de VDL Bova Lexio) de 2005 à 2010,
- Bova Magiq - autocar lancé en 1999, rebaptisé VDL Bova Magiq, commercialisé jusqu'en 2007,
- Bova Synergy - autocar à deux étages sur châssis VDL SBR4000, commercialisé sous le nom de VDL Bova Synergy de 2004 à 2015.
- Phileas - autobus guidé hybride, articulé ou bi-articulé, destiné principalement au marché des lignes à haut niveau de service (BHNS), commercialisé de juillet 2004 jusqu'au 25 novembre 2014. Ces véhicules ont souffert de nombreux défauts et de fragilités en plus de problèmes d'homologation, générant ainsi de grosses pertes financières sur certains projets. Le consortium APTS, auteur du projet a été dissout le 25 novembre 2014,
- Pacific -
- Mistral - lancé sous le nom "Jonckheere Mistral" en 1996 et renommé VDL Mistral en 2011.